# Werner Georg Haverbeck
Werner Georg Haverbeck (* 28. Oktober 1909 in Bonn; † 18. Oktober 1999 in Vlotho) war ein deutscher Historiker und Volkskundler. Er war SA-Mitglied und SS-Untersturmführer, später Pfarrer der anthroposophischen Christengemeinschaft und zuletzt freier Publizist. 1963 gründete er zusammen mit seiner späteren Ehefrau Ursula Haverbeck in Vlotho den 2008 aufgrund fortgesetzter Leugnung des Holocaust verbotenen Verein Collegium Humanum, in dem unter anderem 1984 das Komitee zur Vorbereitung der Feierlichkeiten zum 100. Geburtstag Adolf Hitlers tagte.

## Leben

### Weimarer Republik
Haverbeck war der Sohn des Stadtingenieurs Albert Haverbeck und wuchs in Bonn auf. In den 1920er Jahren war er im bündischen Teil der Evangelischen Jugend aktiv. Als Schüler engagierte er sich für die nationalsozialistische Bewegung und trat 1923 dem „Jugendbund der NSDAP“ bei, aus dem die Hitlerjugend (HJ) hervorging. 1926 wurde Haverbeck Mitglied der NSDAP, die Mitgliedschaft wurde jedoch bis zu seiner Volljährigkeit suspendiert, weil die Parteiaufnahme für Minderjährige gesperrt wurde.
1928 machte er in Bonn Abitur und begann dort im selben Jahr ein Studium der Vergleichenden Religionswissenschaften, Philosophie und Geschichte. Es folgten weitere Stationen in München (1929), Berlin (1935) und Heidelberg (1936). Eine andere Quelle nennt als weitere Station Kiel (1931) und die Studienfächer Geschichte, Volkskunde und Staatswissenschaften.
Gleichzeitig mit dem Beginn des Studiums wurde Haverbeck 1928 Mitglied in der SA (Mitglied bis 1931) sowie Mitglied des NSDStB (Nationalsozialistischer Deutscher Studentenbund), für den er den Ortsverband in Bonn gründete. Seit Frühjahr 1929 war er bis 1932 Mitglied der Reichsleitung des NSDStB. In Bonn gründete Haverbeck auch eine Ortsgruppe des von Alfred Rosenberg geführten Kampfbundes für deutsche Kultur (KfdK). Am 1. August 1929 trat Haverbeck der NSDAP bei (Mitgliedsnummer 142.009). Ab dem 1. August 1931 war er bis 1932 Leiter des Amtes für Kultur und Weltanschauliche Erziehung in der Reichsjugendführung der NSDAP.
Im Dezember 1932 wurde Haverbeck von Baldur von Schirach, der ihn 1929 selbst in die HJ-Reichsleitung geholt hatte, von seinen Ämtern in der Reichsjugendführung ohne Angaben von Gründen enthoben. Vorausgegangen war ein interner Streit mit von Schirach über die Linie der HJ. Haverbeck setzte sich für eine „Verinnerlichung der Jugendarbeit“ ein und kritisierte die von Schirach betriebene einseitige paramilitärische Ausrichtung. Haverbeck, der Assistent des Kulturforschers Herman Wirth war, gründete darauf die Arbeitsgemeinschaft Deutscher Jugend um Herman Wirth. Ungeachtet dieses Zwischenfalls erhielt Haverbeck für seine Pläne in der Volkstumsarbeit die Unterstützung von Rudolf Heß, der ihn in seinen Stab aufnahm.

### NS-Staat
Das Studium brach Haverbeck wegen einer Berufung in die Reichsleitung der NSDAP ab. Im Juni 1933 wurde er von Rudolf Heß mit der Volkstumsarbeit der nationalsozialistischen Bewegung für das ganze Reichsgebiet beauftragt. Bevollmächtigt durch Heß, gründete er im August 1933 den Reichsbund Volkstum und Heimat (RVH) als Unterorganisation von Robert Leys Deutscher Arbeitsfront und fungierte fortan als Leiter der Reichsmittelstelle für Volkstumsarbeit der NSDAP, dem auch das Reichsamt Volkstum und Heimat in der NS-Gemeinschaft Kraft durch Freude untergeordnet war. Ziel des RVHs war es, die Kontrolle über die Naturschutzbewegung zu gewinnen. Im Auftrag von Rudolf Heß war Haverbeck an der kulturellen Gestaltung des Reichsparteitags 1934 in Nürnberg beteiligt.
1934 zog Haverbeck das Misstrauen von Robert Ley auf sich. Ley zweifelte an der Gesinnung Haverbecks, weil er als „arbeiterfreundlich“ galt und sich in der Kulturpolitik für nationalsozialistische Verhältnisse recht gemäßigt gebärdete. Ley bezeichnete Haverbeck im Juli 1934 als „nicht mehr tragbar“ und setzte ihn im Oktober 1934 ab. Haverbecks Reichsbund löste Ley im Januar 1935 auf. Nachdem Haverbeck in diesem Richtungskampf den Reichsbund verlassen musste, versuchte er vergeblich in der Forschungsgemeinschaft Deutsches Ahnenerbe unter Herman Wirth Fuß zu fassen. Von Heinrich Himmler erhielt er ab Oktober 1935 ein Promotionsstipendium. Himmler nahm ihn am 20. November 1936 auch in die SS auf und beförderte ihn zum SS-Untersturmführer (SS-Nummer 277.529).
Haverbeck beschäftigte sich seit 1930 mit Herman Wirths „Sinnbildforschung“. Er war mit dem Gründer des Ahnenerbes Wirth befreundet und sein Privatschüler und wollte bei ihm promovieren. 1935 stand Wirth jedoch als Doktorvater nicht mehr zur Verfügung, so dass Haverbeck sein Studium der Geschichte, Volkskunde und Staatswissenschaften in Berlin wieder aufnahm und zunächst bei Adolf Spamer promovieren wollte. 1936 wechselte Haverbeck an die Universität Heidelberg und wurde Assistent von Eugen Fehrle. Er wurde bei ihm am 6. August 1937 mit seiner Arbeit Lebensbaum und Sonnensinnbild zum Dr. phil. promoviert. Er arbeitete in Heidelberg als Assistent weiter und habilitierte sich dort 1938 mit seiner Arbeit Deutscher Volksglaube im Sinnbild. Parallel zu seinen Aktivitäten in Heidelberg war Haverbeck 1937 auch Referent im Stab Rudolf Heß.
1938 überwarf sich schließlich Haverbeck auch noch mit seinem bisherigen Förderer Heinrich Himmler, der ihn am 23. Mai 1938 mit folgenden Worten aus der SS ausschloss: „Ich entlasse Sie mit sofortiger Wirksamkeit aus der SS, da Sie nicht die primitivsten Eigenschaften von Disziplin und menschlicher Anständigkeit besitzen, die von einem SS-Führer verlangt werden müssen.“ Ab 1940 arbeitete Haverbeck für das Auswärtige Amt. Er wurde zunächst nach Dänemark an die deutsche Botschaft in Kopenhagen gesandt (Dienstantritt am 13. April 1940), wo er ab dem 1. Mai 1940 zunächst als Wissenschaftlicher Hilfsarbeiter tätig und ab dem 9. Juli 1940 als Rundfunkattaché für die deutsche Rundfunkpropaganda zuständig war. Am 21. Dezember 1940 heiratete Haverbeck seine erste Frau Ilse.
Im März 1941 wurde Haverbeck zusammen mit Gustav Bannach nach Buenos Aires gesandt, wo er am 28. März 1941 seinen Dienst als Rundfunkattaché antrat. Das Ziel seiner siebenmonatigen Mission war der Kauf beziehungsweise die Subventionierung neuer Sender oder Redakteure. Ab dem 29. November 1941 arbeitete Haverbeck wieder im Auswärtigen Amt in Berlin, wo er zusammen mit dem späteren Bundeskanzler Kurt Georg Kiesinger deutsch-faschistische Propagandasender der „Deutschen Auslands-Rundfunk-Gesellschaft Interradio AG“ zur Beeinflussung südamerikanischer Regierungen aufbaute. Am 1. März 1942 übernahm Haverbeck die Leitung des Referates III/Spanien, Portugal, später die Leitung des Referates IVb/Südost. Am 1. Oktober 1942 wurde Haverbeck nach Preßburg gesandt, wo er vom 12. Oktober bis zum 6. Dezember 1942 Rundfunkreferent war. Ab dem 10. Dezember 1942 nahm Haverbeck aktiv am Zweiten Weltkrieg teil. Laut Peter Bierl kämpfte er als Leutnant in der Panzergrenadier-Division Feldherrenhalle, unter anderem an der Ostfront.

### Nach 1945
Nach dem verlorenen Krieg stand der Rückkehrer Haverbeck „auf der Seite des Ostens“, so sein Freund Ulrich Schmiedel. „Hier seien die Gläubigeren, die biologisch Stärkeren. Wir haben die Aufgabe, das Abendland und die östliche sozialistische Kraft zu verbinden“, zitierte ihn Schmiedel 1946.
Haverbeck wurde Mitglied der Anthroposophischen Gesellschaft, studierte ab 1948 am Priesterseminar der anthroposophisch inspirierten Christengemeinschaft in Stuttgart und wurde 1950 zum Priester geweiht. In einer Presseerklärung aus dem Jahr 2008 erwähnte die Christengemeinschaft, dass er in seinem damaligen Lebenslauf bei der Bewerbung seine NS-Vergangenheit verschwiegen habe. Haverbeck war bis 1960 als Pfarrer der Christengemeinschaft in Marburg tätig. 1951 betreute Haverbeck den im Einsatzgruppen-Prozess verurteilten NS-Verbrecher Otto Ohlendorf vor seiner Hinrichtung in Kriegsverbrechergefängnis Landsberg seelsorgerlich. 1959 wurde er von seiner Priestertätigkeit wegen „linker Tendenzen“ beurlaubt. Anlass war eine Reise Haverbecks durch Russland, China und Taiwan 1958, wo er unter anderem ein Gespräch mit Chiang Kai-shek führte. Er durfte das Priesteramt nicht mehr ausüben und nicht mehr an den Synoden teilnehmen.
1983 wurde seine Beurlaubung rückgängig gemacht. Haverbeck wurde auf einer Synode „in allen Ehren“, bei gleichzeitiger Versetzung in den Ruhestand und unter der Bedingung, nicht für die Christengemeinschaft öffentlich aufzutreten, als Pfarrer wieder aufgenommen. Ungeachtet dessen publizierte Haverbeck 1978 und 1983 im Urachhaus Verlag, der damals noch der Verlag der Christengemeinschaft war. In der Verlagswerbung hieß es zu seinem Lebenslauf: „Seit 1959 widmet er sich der Humanisierung des Arbeitslebens.“
Ab 1960 war Haverbeck als Publizist und Dozent tätig. Über seine anthroposophischen Beziehungen, darunter Renate Riemeck, kam Haverbeck in Kontakt mit der Friedensbewegung. Anfang der 1960er Jahre engagierte er sich im Kuratorium der Ostermarsch-Bewegung. Von 1960 bis 1962 hatte er einen Forschungsauftrag des Stifterverbandes für die deutsche Wissenschaft inne.
1963 gründete er zusammen mit seiner späteren Ehefrau Ursula Wetzel den Verein Collegium Humanum als „Akademie für Umwelt und Lebensschutz“. Das Angebot des Schulungszentrums wurde in den 1960er Jahren zunächst von der IG Metall, von Anthroposophen, von Anhängern Silvio Gesells, von Vertretern der FSU und von Angehörigen der frühen Ökologiebewegung wahrgenommen. Ab den 1970er Jahren kamen Vertreter der Neuen Rechten hinzu, und ab den 1980er Jahren entwickelte sich Haverbecks Collegium Humanum – bis zum Verbot im Mai 2008 – zu einem Zentrum für Antisemitismus und Holocaustleugnung.
Am 31. Juli 1970 heiratete Haverbeck seine Lebensgefährtin Ursula Wetzel. Von 1967 bis 1979 lehrte Haverbeck an der Fachhochschule Bielefeld. 1973 nahm er dort eine Professur für Angewandte Sozialwissenschaften im Ingenieurbereich an. Von 1974 bis 1982 war Haverbeck Präsident des rechten, teils rechtsextremen Weltbundes zum Schutze des Lebens BRD e. V. (WSL), zeitweise auch Präsident des Weltbundes zum Schutze des Lebens International.
Als Mitglied des WSL war Haverbeck häufig Gast der AUD, die sich seit ihrem Parteitag 1973 als „Partei des Lebensschutzes“ verstand. Haverbeck wurde führendes Mitglied der Demokratischen Lebensschutzbewegung (DLB), welche am 24. März 1974 unter maßgeblicher Beteiligung der AUD gegründet wurde. 1975 gelang es Haverbeck, die Bundesverbände von Natur-, Umwelt- und Lebensschutzgruppen zu dem „Deutschen Rat für Umwelt und Lebensschutz“ zusammenzufassen. Als Schirmherren konnte er den Altbundespräsidenten Gustav Heinemann gewinnen. Haverbeck selbst wurde Sprecher des fünfköpfigen Rats.
1978 wurde Haverbeck von Erhard Eppler in die Gustav Heinemann-Initiative berufen.
1981 unterzeichnete er das Heidelberger Manifest, in dem deutsche Hochschulprofessoren vor der „Unterwanderung des deutschen Volkes“ und der „Überfremdung“ der deutschen Sprache, der Kultur und des „Volkstums“ warnten. In der Öffentlichkeit wurde Haverbeck durch Vorträge zu verschiedenen Themen bekannt, so etwa bei zahlreichen Veranstaltungen von Atomenergie-Gegnern. Als sich 1982 die Ökologisch-Demokratische Partei bundesweit konstituierte, wurde Haverbeck wissenschaftlicher Berater und Mitglied im „Ökologischen Rat“ der Partei.
Des Weiteren trat Haverbeck mit Vorträgen bei verschiedenen rechtsextremistischen Organisationen auf: 1984 bei der Gesellschaft für Freie Publizistik mit einem Vortrag über Heimat und Volkstum als Grundlage der Zukunft, 1985 beim Bund Heimattreuer Jugend (BHJ), 1986 beim „Süddeutschen Forum“ und beim Deutschen Kulturwerk Europäischen Geistes sowie 1994 bei der „Gesellschaft für europäische Urgemeinschaftskunde“, die auf den Ahnenerbe-Gründer Herman Wirth zurückgeht. Am Ende seines Lebens war Haverbeck vor allem publizistisch tätig. Innerhalb der Neuen Rechten war er der Repräsentant für Traditionspflege und Volkstumsideologie.
1985 veröffentlichte er das Buch Wittekinds Sieg – Ein 1200-jähriges Vermächtnis. Der Nationalsozialismus sah in dem „Sachsenführer“ Widukind ein Idol für „Rassenreinheit“, Kampfesmut und „Volksgemeinschaft“. Diese Vorstellung und ihre Wirkung in die heutige Zeit hinein ist Thema des Buches. Das Buch wurde im Widar-Verlag veröffentlicht. Ursula Haverbeck hielt im Jahre 2014 Vorträge zum Thema „Wittekind – das weiße Kind“.
1989 schlug sein Buch Rudolf Steiner – Anwalt für Deutschland hohe Wellen. Die Christengemeinschaft und Anthroposophen distanzierten sich davon. Während Arfst Wagner energisch die These Haverbecks zurückwies, dass Steiner in der heutigen Zeit die Auschwitz-Lüge (mit diesem Begriff bestreitet Haverbeck die Dimension der Shoa) nicht stillschweigend hingenommen hätte und konstatierte, dass die anthroposophische Geschichtsbetrachtung weit davon entfernt sei, „pro-nationalsozialistisch“ zu sein, fand beispielsweise Wolfgang Purtscheller Steiner durch Haverbeck korrekt dargestellt, als „Nationalisten völkischer Prägung mit verschwörungstheoretischem Hintergrund“.
Auch zur Kriegsschuld nahm Haverbeck in seinem Buch Stellung: „Als Ergebnis darf heute kein Lehrer oder Hochschulprofessor die Frage der Kriegsschuld Deutschlands oder von Massenvernichtungslagern öffentlich zur Diskussion stellen, ohne sofort gemaßregelt und unter Umständen sogar vor Gericht gestellt zu werden, denn hier handele es sich um unbezweifelbare Tatbestände. Sie sind schon deshalb nicht anzuzweifeln, weil darauf – und wie wir jetzt meinen sagen zu können: auf einer historischen Lüge – Staaten der Nachkriegszeit begründet wurden, deren Existenz dadurch ebenfalls in Frage gestellt würde.“

## Werke
- Und wenn wir marschieren ...!: Eine Erzählung vom Kampf und Sieg der deutschen Nachkriegsjugend, zusammen mit Ulrich Schmiedel, A. Weichert Verlag 1933
- Volkstum und Heimat. Rüstzeug für die nationalsozialistische Volkstumsarbeit und Volkwerdung. herausgegeben von Werner Haverbeck, Leiter des Reichsbundes Volkstum und Heimat und des Amtes Volkstum und Heimat der NSV „Kraft durch Freude“ Jahrgang I, Heft 2, 1934
- Aufbruch der jungen Nation: Ziel und Weg der nationalsozialistischen Volksjugendbewegung. In: Nationalsozialistische Monatshefte, No. 35, Februar 1933, S. 54–82.
- Volkstum und Heimat als Bekenntnis jungen Kulturwollens, Verlag Volkstum und Heimat 1934
- Deutscher Mai: Sinn und Festgestaltung, Phönix Verlag 1935
- Werner Georg Haverbeck u. a.: Das Menschenbild der Gegenwart. Abhandlungen. Humboldt-Gesellschaft für Wissenschaft, Kunst und Bildung, Mannheim 1964.
- Das Ziel der Technik. Die Menschwerdung der Erde. Walter, Olten / Freiburg 1965.
  - Überarbeitet als Die andere Schöpfung. Technik – Ein Schicksal von Mensch und Erde. Urachhaus, Stuttgart 1978. Als Fischer Taschenbuch Perspektiven der Anthroposophie 1983.
- Jugend in Industriegesellschaft und Betrieb, Collegium Humanum, Valdorf-Ost o. J. (um 1966)
- Arbeiterbildung, betriebspädagogische Aspekte. Hrsg. vom Collegium Humanum. Beiträge von Werner Georg Haverbeck [u. a.], Carl-Backhaus-Stiftung, Ahrensburg 1973
- Die Polarität von Mensch und Erde. Vom Widersinn der Naturfeindschaft. Als Vortrag gehalten auf dem 130. Kongreß des Deutschen Zentralvereins homöopathischer Ärzte in Hannover am 4. Mai 1978, Collegium Humanum 1978
- Technik und menschliche Existenz. Tagungsband (Mit-Herausgeber), Freie Akademie, Vlotho 1982, ISBN 3-923834-01-2
- Entschluss zur Erde. Zerstörung und Leben in unserer Hand, Urachhaus, Stuttgart 1983
- Wittekinds Sieg. Ein 1200-jähriges Vermächtnis, Widar, Rotenburg/Wümme 1985
- Die deutsche Bewegung – Zur Entwicklung des Freiheitsbewußtseins. In: Bernhard Willms (Hg.): Handbuch zur Deutschen Nation, Band I: Geistiger Bestand und politische Lage, Hohenrain-Verlag, Tübingen 1986
- Rudolf Steiner – Anwalt für Deutschland. Ursachen und Hintergründe des Welt-Krieges unseres Jahrhunderts. Langen Müller, München 1989, ISBN 3-7844-2280-2 (Neuauflage: Verlag Zeitenwende, Dresden 2001)
- Komm, Heiliger Geist, du Schaffender. Denkanstöße zur geistigen Krise der Gegenwart, Aquilon, Edertal 1994
- Der Weltkampf um den Menschen. Eine deutsche Selbstbesinnung (zus. mit Ursula Haverbeck), Grabert, Tübingen 1995, ISBN 3-87847-151-3
- Der Weltkampf um die Gemeinschaft. Die Entwicklung der Demokratie zur Volksordnung (zus. mit Ursula Haverbeck), Grabert, Tübingen 1996, ISBN 3-87847-154-8 (im VLB unter falschem Titel aufgeführt!)